# (14105) Nakadai
(14105) Nakadai est un astéroïde de la ceinture principale.

## Description
(14105) Nakadai est un astéroïde de la ceinture principale. Il fut découvert le 6 octobre 1997 à Kitami par Kin Endate et Kazuro Watanabe. Il présente une orbite caractérisée par un demi-grand axe de 2,98 UA, une excentricité de 0,11 et une inclinaison de 9,3° par rapport à l'écliptique.

## Compléments